# Danh sách chương truyện Umineko no Naku Koro ni

Bìa tập manga đầu tiên trong dòng Umineko no Naku Koro ni phát hành bởi Gangan Comics vào ngày 21 tháng 6 năm 2008 ở Nhật; thể hiện phần Legend of the Golden Witch.

Loạt manga Umineko no Naku Koro ni được viết bởi Ryukishi07 và do sáu họa sĩ manga đảm nhận khâu minh họa cho nhiều phần kịch bản dựa trên dòng visual novel Umineko no Naku Koro ni phát triển bởi 07th Expansion. Loạt manga đầu tiên, chuyển thể từ Legend of the Golden Witch được minh họa bởi Natsumi Kei, bắt đầu đăng trên tạp chí manga Gangan Powered của Square Enix từ số ra tháng 1 năm 2008. Sau khi ngừng xuất hiện trên Gangan Powered, manga chuyển sang đăng trên tạp chí Monthly Gangan Joker của Square Enix từ số ra tháng 5 năm 2009 và vẫn tiếp tục ra mắt đều đặn đến số ra tháng 9 năm 2009. Suzuki Jirō đảm nhận chuyển thể Turn of the Golden Witch, loạt truyện ra mắt từ số ra tháng 8 năm 2008 đến tháng 10 năm 2010 trên tạp chí GFantasy của Square Enix.
Chuyển thể manga Banquet of the Golden Witch tiếp tục được Natsumi Kei minh họa và bắt đầu đăng từ số ra tháng 10 năm 2009 trên Gangan Joker. Sōichirō phụ trách chuyển thể Alliance of the Golden Witch, bắt đầu đăng trên tạp chí mạng Gangan Online của Square Enix từ ngày 1 tháng 10 năm 2009. Chuyển thể manga End of the Golden Witch do Aki Taka minh họa bắt đầu đăng từ số ra tháng 11 năm 2010 của Gangan Joker. Momoyama Hinase phụ trách chuyển thể Dawn of the Golden Witch, bắt đầu đăng từ số ra tháng 12 năm 2010 của GFantasy. Chuyển thể manga Requiem of the Golden Witch sẽ do Mizuno Eita đảm nhận và sẽ bắt đầu đăng trên tạp chí Monthly Shōnen Gangan của Square Enix vào mùa xuân năm 2011. Bốn tập tankōbon của Legend of the Golden Witch đã phát hành tại Nhật Bản từ tháng 6 năm 2008 đến tháng 12 năm 2009 mang nhãn hiệu Gangan Comics của Square Enix. Tính đến tháng 12 năm 2010, 15 tập của toàn bộ sê-ri đã được xuất bản.

## Danh sách tập truyện

### Legend of the Golden Witch
| 1. "Rokkenjima" (六軒島) 2. "Huyền thoại về Phù thủy" (魔女伝説 Majo Densetsu) 3. "Phù thủy Vàng" (黄金の魔女 Ōgon no Majo) | 1. "Vần thơ Vàng" (黄金の碑文 Ōgon no Hibun) 2. "Lá thư từ Phù thủy" (魔女からの手紙 Majo Kara no Tegami) |

| 1. "Lời hứa Vô tận" (永遠の約束 Eien no Yakusoku) 2. "Đêm thứ nhất 1" (第一の晩① Daiichi no Ban Ichi) 3. "Đêm thứ nhất 2" (第一の晩② Daiichi no Ban Ni) | 1. "Lễ tế của Phù thủy" (魔女の生贄 Majo no Ikenie) 2. "Phù thủy Ảo hình" (姿なき魔女 Sugatanaki Majo) |

| 1. "Phù thủy Vô hình" (見えざる魔女 Miezaru Majo) 2. "Eva VS Natsuhi" (絵羽 VS 夏妃 Eba VS Natsuhi) 3. "Battler VS Eva" (戦人 VS 絵羽 Batora VS Eba) | 1. "Đêm thứ hai 1" (第2の晩① Daini no Ban Ichi) 2. "Đêm thứ hai 2" (第2の晩② Daini no Ban Ni) 3. "Kanon VS Beatrice" (嘉音VS魔女 Kanon VS Beatorīche) |

| 1. "Tính toán Nước cờ" (チェス盤思考 Chesuban Shikō) 2. "Thành trì" (籠城 Rōjō) 3. "Trục xuất" (離散 Risan) 4. "Bất hòa" (不和 Fuwa) | 1. "Ngôi làng Vàng" (黄金郷 Ōgonkyō) 2. "Bữa tiệc trà" (お茶会 Ochakai) 3. "Bữa tiệc trà che đậy" (裏お茶会 Ura Ochakai) |

### Turn of the Golden Witch
| 1. "Một giấc mơ trông thấy từ đáy nước" (水の底で見る夢 Mizu no Soko de Miru Yume) 2. "Furniture" (家具 Kagu) 3. "Phù thủy" (魔女 Majo) | 1. "Dấu khắc" (刻印 Kokuin) 2. "Tình yêu" (恋 Koi) 3. "Vô hình, Mọi thứ." (視えない、もの。 Mienai, Mono.) |

| 1. "Lễ hội Trường" (学園祭 Gakuensai) 2. "Từ chối" (拒絶 Kyozetsu) 3. "Mẹ và con gái" (母娘 Hahako) | 1. "Chiến tranh Bùng nổ" (開戦 Kaisen) 2. "Phù thủy nhỏ" (小さき魔女 Chiisaki Majo) 3. "Đầu hàng" (屈服 Kuppuku) |

| 1. "Nguyên lý Ván cờ" (チェス盤理論 Chesuban Riron) 2. "Bằng chứng của Quỷ" (悪魔の証明 Akuma no Shōmei) 3. "Bằng chứng của Quỷ 2" (悪魔の証明 2 Akuma no Shōmei Ni) | 1. "Lời chúc mừng Halloween cho Maria." 2. "Chiếc lưỡi của Furniture" (家具の刃 Kagu no Yaiba) 3. "Luật lệ mới" (新しいルール Atarashii Rūru) |

| 1. "Battler phản công" (戦人反撃 Batora Hangeki) 2. "Trò đố về Sói và Cừu" (狼と羊のパズル Ōkami to Hitsuji no Pazuru) 3. "Cơ thể biến mất" (遺体消失 Itai Shōshitsu) | 1. "Dòng chữ Đỏ chưa chứng thực" (届かぬ赤 Todokanu Aka) 2. "Tâm hồn tội lỗi" (霊鏡 Reikyō) |

| 1. "Thỏa ước Vô tận" (永遠の誓い Eien no Chikai) 2. "Kết thúc cuộc chơi" (終劇 Shūgeki) 3. "Bữa tiệc" (宴 Utage) | 1. "Bữa tiệc trà" (お茶会 Ochakai) 2. "Bữa tiệc trà che đậy" (裏お茶会 Ura-ochakai) |

### Banquet of the Golden Witch
| 1. "Phù thủy Vô tận" (無限の魔女 Mugen no Majo) 2. "Mừng về nhà" (おかえり Okaeri) 3. "Bằng chứng của Quỷ" (悪魔の証明 Akuma no Shōmei) | 1. "Kiên trì" (執念 Shūnen) 2. "Xưng tội" (告白 Kokuhaku) |

| 1. "Kuwadorian" (九羽鳥庵) 2. "Furniture VS Bảy cây cọc" (家具VS七杭 Kagu VS Nanakui) | 1. "Chiến tranh Phép thuật" (魔法大戦 Mahō Taisen) 2. "Điều kiện Chiến thắng" (勝利条件 Shōri Jōken) |

| 1. "Thực hiện Tham vọng" (悲願成就 Higan Jōju) 2. "Nghi lễ Thừa kế" (継承式 Keishō-shiki) | 1. "Tạm biệt" (決別 Ketsubetsu) 2. "Sự ghen tuông của người phụ nữ" (女の嫉妬 Onna no Shitto) |

### Alliance of the Golden Witch
| 1. "Diều hâu Một cánh" (独羽の鷲 Ichiwa no Washi) 2. "Phép thuật" (魔法 Mahō) | 1. "Đó là một nhân tố" (それは一なる元素 Sore wa Ichi Naru Genso) 2. "Sự thật giống như Kiếng bách sắc" (真実は万華鏡のように Shinjitsu wa Mangekyō no Yō ni) |

| 1. "Beatrice" (ベアトリーチェ Beatorīche) 2. "Mariage Sorcière" (マリアージュ・ソルシエール Mariāju Sorushiēru) 3. "Hai cánh Bướm" (二羽の蝶 Niwa no Chō) | 1. "Sự kì lạ của phép thuật" (魔法の奇跡 Mahō no Kiseki) 2. "Sự trở lại" (再開 Saikai) |

| 1. "Mở đầu" (開幕 Kaimaku) 2. "Mẹ" (母 Haha) 3. "Cái kết của mơ tưởng" (白昼夢の終わり Hakuchūmu no Owari) | 1. "Sakutaro" (さくたろう Sakutarō) 2. "Đêm thứ nhất" (第一の晩 Daiichi no Ban) |

## Các chương chưa đóng thành tập
Banquet of the Golden Witch
1. Không tiêu đề
2. "Phép thuật Hồi sinh" (反魂魔法 Hangon Mahō?)
3. "Nội bộ suy tàn" (内部崩壊 Naibu Hōkai?)
4. "Trở thành một Phù thủy Vô tận Thật sự" (真なる無限の魔女 Shin Naru Mugen no Majo?)

Alliance of the Golden Witch
1. "Quỷ" (魔 Haha?)
2. "Giai đoạn tiếp theo" (次期当主 Jiki Tōshu?)
3. "Quyết định tuyệt đối" (絶対の決意 Zettai no Ketsui?)

End of the Golden Witch
1. "Lời hứa" (約束 Yakusoku?)
2. "Sự hồi sinh của Phép thuật" (反魂の魔法 Hangon no Mahō?)
3. "Huyền bí thật sự" (正式なミステリー Seishiki na Misuterī?)
4. "Mây đen" (暗雲 An'un?)
5. "Vị khách" (訪問者 Hōmonsha?)

Dawn of the Golden Witch
1. "Trò chơi thứ sáu" (第6のゲーム Dairoku no Gēmu?)
2. "Chick" (雛 Hina?)
3. "Xưng tội" (告白 Kokuhaku?)
4. "Sự tồn tại của Beato" (ベアトの存在 Beato no Sonzai?)